# دوز قیریق‌لی
دوز قیریق‌لی (به لاتین: Düz Qırıqlı) یک منطقه مسکونی در جمهوری آذربایجان است که در شهرستان تووز واقع شده است. دوز قیریق‌لی ۵۸۰۸ نفر جمعیت دارد.